# Фань Илинь
Фань Или́нь (кит. упр. 范忆琳, пиньинь Fàn Yìlín, род. 11 ноября 1999 года) — китайская гимнастка. Она вместе с Викторией Комовой, Дарьей Спиридоновой и Мэдисон Кошан выиграла титул чемпионки мира по спортивной гимнастике на разновысоких брусьях. Впервые в истории чемпионата мира по спортивной гимнастики сразу четыре спортсменки поднялись на верхнюю ступень пьедестала почёта. Такой невиданный результат стал возможен благодаря тому, что на чемпионатах мира нет правил, определяющих, как распределяются места среди набравших одинаковые баллы спортсменов.

## Спортивная карьера
Карьера Фань в спортивной гимнастике началась в 2015 году. На чемпионате Китая по спортивной гимнастике в мае она выиграла золото в финале соревнований на разновысоких брусьях, превзойдя Хуан Хуэйдань, чемпионку мира 2013 года на этом снаряде, при том что эти соревнования были первыми после травмы запястья. Кроме этого, она выиграла серебро в составе шанхайской команды и бронзу на бревне. Позже она прошла отбор в сборную Китая на чемпионат Азии в Хиросиме (Япония). На этих соревнованиях Фань выиграла золото на бревне, серебро в командном первенстве и бронзу на разновысоких брусьях.
Успешное начало 2015 года и сильные программы на разновысоких брусьях и бревне позволили Фань отобраться в сборную Китая на чемпионат мира по спортивной гимнастике в Глазго вместе с Шан Чуньсун, Ван Янь, Мао Юи, Тань Цзясинь, Чэнь Сыи и Чжу Сяофан (запасная). Они выиграли серебряную медаль в командном первенстве со счетом 176.164, проиграв сборной Соединённых Штатов Америки практически четыре балла, в финале соревнований среди восьми команд. Фан вместе с Викторией Комовой, Дарьей Спиридоновой и Мэдисон Кошан выиграла титул чемпионки мира по спортивной гимнастике на разновысоких брусьях, благодаря своей программе, которая является сложнейшей в мире на сегодняшний день. Впервые в истории чемпионата мира по спортивной гимнастике сразу четыре спортсменки поднялись на верхнюю ступень пьедестала почёта, у мужчин в 1913 и в 1922 на кольцах выигрывали сразу по четыре спортсмена. «Это заставило меня смеяться, когда увидила, что у четырёх гимнастов одинаковые оценки, но я счастлива за всех других золотых медалистов», сказала Фан. Китайские гимнастки выигрывали золотые медали на разновысоких брусьях в 2-х предшествующих чемпионатах мира, поэтому именно с Фань Илинь связаны основные надежды руководство федерации спортивной гимнастики Китая на олимпийское золото в Рио. Учитывая, что у неё есть возможность поднять трудность на этом снаряде и чистоту исполнения, Фань является одной из главных претенденток на олимпийскую победу.